# Oxalis arbuscula
Oxalis arbuscula är en harsyreväxtart som beskrevs av François Marius Barnéoud. Oxalis arbuscula ingår i släktet oxalisar, och familjen harsyreväxter. Inga underarter finns listade i Catalogue of Life.